# أندريا خيمينيز
أندريا خيمينيز (بالإسبانية: Andrea Giménez)‏ (3 سبتمبر 1997 ببرشلونة في إسبانيا - ) هي لاعبة كرة قدم إسبانية في مركز حراسة المرمى. لعبت مع نادي برشلونة.

## وصلات خارجية
- أندريا خيمينيز على موقع Soccerway.com (الإنجليزية)